# 2022年パリクルド人地区銃撃事件
2022年パリクルド人地区銃撃事件（2022ねんパリクルドじんちくじゅうげきじけん）は、2022年12月23日にフランスのパリ中心部で発生した銃乱射事件。
クルド人系住民が集まる施設などが銃撃され、この事件がヘイトクライム（憎悪犯罪）であるとの見方が示されている。

## 事件の経過
2022年12月23日、パリ10区・ダンジャン通りで発生した。クルド人の文化センターとその周辺施設（レストラン・美容院）が標的になり、発砲は複数回行われた。事件当時、クリスマスに向けた買い物などで人通りが多かったという。銃撃で3人が死亡し、3人が負傷した。死亡した3人はいずれもクルド人であったとの証言がある。容疑者も負傷した。
事件後（同日）に現場で会見したフランス内務大臣のジェラルド・ダルマナンは、容疑者が「外国人を狙っていたのは明らかだ」と述べた。

## 容疑者
目撃者によると、容疑者は白人の男であった。『BFM TV』は、男がフランス国籍であると報じ、内相のダルマナンは、男が69歳であると述べた。また、元国鉄職員とも報じられている。
男は2021年12月8日に、パリ・ベルシー地区の移民キャンプをナイフで襲撃し、逮捕・起訴されている。こちらについても人種差別的な動機であるとして捜査されていた。男は2022年12月12日に仮釈放されたばかりの身であった。

## 反応
事件直後よりクルド人らが結集し、抗議のデモが行われた。レピュブリック広場では、数百人のクルド人らが参加する平和的な追悼集会が開かれた。一方、現場周辺では一部が暴徒化し、自動車を破壊したり放火するといった行為が見られ、警察と衝突した。
フランス大統領エマニュエル・マクロンは、「フランスのクルド人が凶悪な攻撃の標的にされた」として非難した。